# Synodites decipiens
Synodites decipiens là một loài tò vò trong họ Ichneumonidae.